# Iorana
Iorana es una telenovela chilena, de drama romántico, dirigida por Vicente Sabatini. Fue transmitida por la cadena pública Televisión Nacional de Chile entre el 9 de marzo al 31 de julio de 1998.
Es protagonizada por Claudia Di Girolamo, Francisco Reyes, Álvaro Morales y Alejandra Fosalba. Con Carolina Fadic, Alfredo Castro y Juan Falcón en roles antagónicos. Acompañados por Delfina Guzmán, Eduardo Barril, José Soza, Consuelo Holzapfel, Viviana Rodríguez, Claudia Burr, Pablo Schwarz, Tamara Acosta, Felipe Braun, Amparo Noguera, Sergio Hernández, Carmen Disa Gutiérrez, Francisco Melo, Francisca Imboden, entre otros.
Iorana se consolidó como la décima tercera telenovela más vista en la historia de la televisión chilena y la novena producción más exitosa de Televisión Nacional, según las mediciones del Time Ibope. A lo largo de su emisión, la telenovela obtuvo una audiencia promedio de 30,2 puntos de rating, con algunos episodios alcanzando impresionantes picos de hasta 60 puntos. En su horario de transmisión, superó ampliamente a las producciones competidoras, Amándote de Canal 13 y A todo dar de Megavisión. La telenovela fue reconocida con el Premio APES a la Mejor Producción, y Alfredo Castro se alzó con el galardón a Mejor Actor por su destacada interpretación.

## Argumento
Cristián Balbontín (Álvaro Morales) se encuentra profundamente enamorado de la hermosa pascuense Vaitea Haoa (Alejandra Fosalba), y juntos han decidido contraer matrimonio. Sin embargo, su relación se ve obstaculizada por una serie de intereses ajenos a ellos, con un conflicto central que remonta sus raíces a un pasado oscuro. El factor crucial es el regreso de Fernando Balbontín (Francisco Reyes), el padre de Cristián, quien hace 15 años abandonó la Isla de Pascua tras ser acusado injustamente de un crimen que no cometió: el incendio del Museo Arqueológico de Rapa Nui, en el que se destruyeron irreparablemente piezas arqueológicas de incalculable valor.
La noticia de su regreso, en un estado de salud extremadamente delicado, sacude a la comunidad pascuense. Su esposa, Josefa Soublette (Claudia Di Girolamo), que lo creyó muerto durante todo ese tiempo, se casó con Luciano Cox (Alfredo Castro), un hombre codicioso y sin escrúpulos, quien, en realidad, es el verdadero responsable del delito que ha marcado la vida de la familia Balbontín. Fernando ha regresado con un doble propósito: vengarse de Josefa y Luciano por sus traiciones y, al mismo tiempo, recuperar el afecto y la lealtad de sus hijos, quienes han estado atrapados entre la indiferencia hacia él y la lealtad a su madre.
El enfoque de Fernando en la venganza es único y sorprendente, desarrollando una estrategia en la que se presenta como un hombre al borde de la muerte, protegido dentro de una especie de burbuja que lo mantiene distante del mundo real. Él es custodiado por Arístides Concha, su médico privado, quien curiosamente es interpretado por el propio Fernando, creando una atmósfera de misterio en torno a su estado. Además, Fernando introduce otro personaje, el capitán francés Antoine Dumond, quien se presenta como el albacea de su fortuna y llega a la isla con la excusa de acompañarlo en sus últimos días.
Por otro lado, Cristián, el hijo mayor de Fernando, es un buceador destacado en la isla, pero su conexión con el mundo pascuense va más allá de su trabajo: ha adoptado profundamente las costumbres y la identidad de la isla, llegando al punto de considerarse un verdadero isleño. Se hace llamar «Iriti» y vive apartado de la sociedad, en una cueva sobre los roqueríos de la playa de Ovahe, un lugar paradisiaco donde se refugia tras abandonar el hogar de su madre, Josefa, cuando ella se casó con Luciano.
La vida de Cristián da un giro inesperado cuando conoce a Paula Novoa (Carolina Fadic), una periodista ambiciosa y de belleza cautivadora, que llega a Rapa Nui con la intención de encontrar el Moái sumergido, una leyenda que ha cautivado la atención de los más intrépidos. Sin embargo, Paula no solo busca fama y prestigio, sino que también se involucrará sentimentalmente con Iriti, alterando sus sentimientos y su relación con Vaitea. Este romance pone en peligro su compromiso, ya que Paula genera conflictos, desconfianza y polémicas que afectan a los habitantes de Rapa Nui. Su búsqueda de relevancia profesional desatará una serie de eventos que traerán consigo la deshonra de la isla y la exacerbación de viejas rivalidades, poniendo en juego no solo la reputación de las personas, sino también la armonía de la comunidad pascuense.
Mientras los personajes navegan por traiciones, pasiones, secretos del pasado y complejas relaciones familiares, la historia se enreda aún más en una trama donde la venganza, el amor y la lucha por la identidad se convierten en los motores que impulsan a cada uno a tomar decisiones que alterarán irremediablemente el destino de todos los involucrados.

## Reparto
El elenco dirigido por Vicente Sabatini está conformado por:
- Claudia Di Girolamo como Josefa Soublette
- Francisco Reyes como Fernando Balbontín / Arístides Concha / Antoine Dumond[5]
- Alfredo Castro como Luciano Cox
- Álvaro Morales como Cristián Iriti Balbontín[6]
- Alejandra Fosalba como Vaitea Haoa
- Carolina Fadic como Paula Novoa
- Juan Falcón como Siu Teao
- Viviana Rodríguez como Francisca Labbé
- Eduardo Barril como Gregorio Peñailillo
- Delfina Guzmán como Virginia Sanz
- José Soza como Rodolfo Tuki
- Claudia Burr como Teresa Apablaza
- Tamara Acosta como Tahía Peñailillo
- Pablo Schwarz como Andrés Maturana
- Francisca Imboden como Susana Peñailillo
- Felipe Braun como Rafael Balbontín.
- Amparo Noguera como Ingrid Astudillo
- Francisco Melo como Ismael Nahoe
- Consuelo Holzapfel como Angélica Riroroko
- Sergio Hernández como Mike Haoa
- Mariel Bravo como Cristina Tuki
- Óscar Hernández como Lázaro Tepano
- Carmen Disa Gutiérrez como Dolores Miru
- Roxana Campos como Carmen Abarca
- Hugo Medina como Hotu Pakarati
- Ana Luz Figueroa como Isadora Haoa
- Nicolás Fontaine como Alan Carter
- Lorene Prieto como Isabel Tepu
- Erto Pantoja como Petero Pakarati
- Antonia Zegers como Margaret Olivares
- Néstor Cantillana como Patricio Tepano
- Blanca Lewin como Tiare Tepano
- Nicolás Saavedra como Ariki Foltmann
- Mireya Véliz como Nua Eva Huke
- José Martín como Walter Puga

## Producción

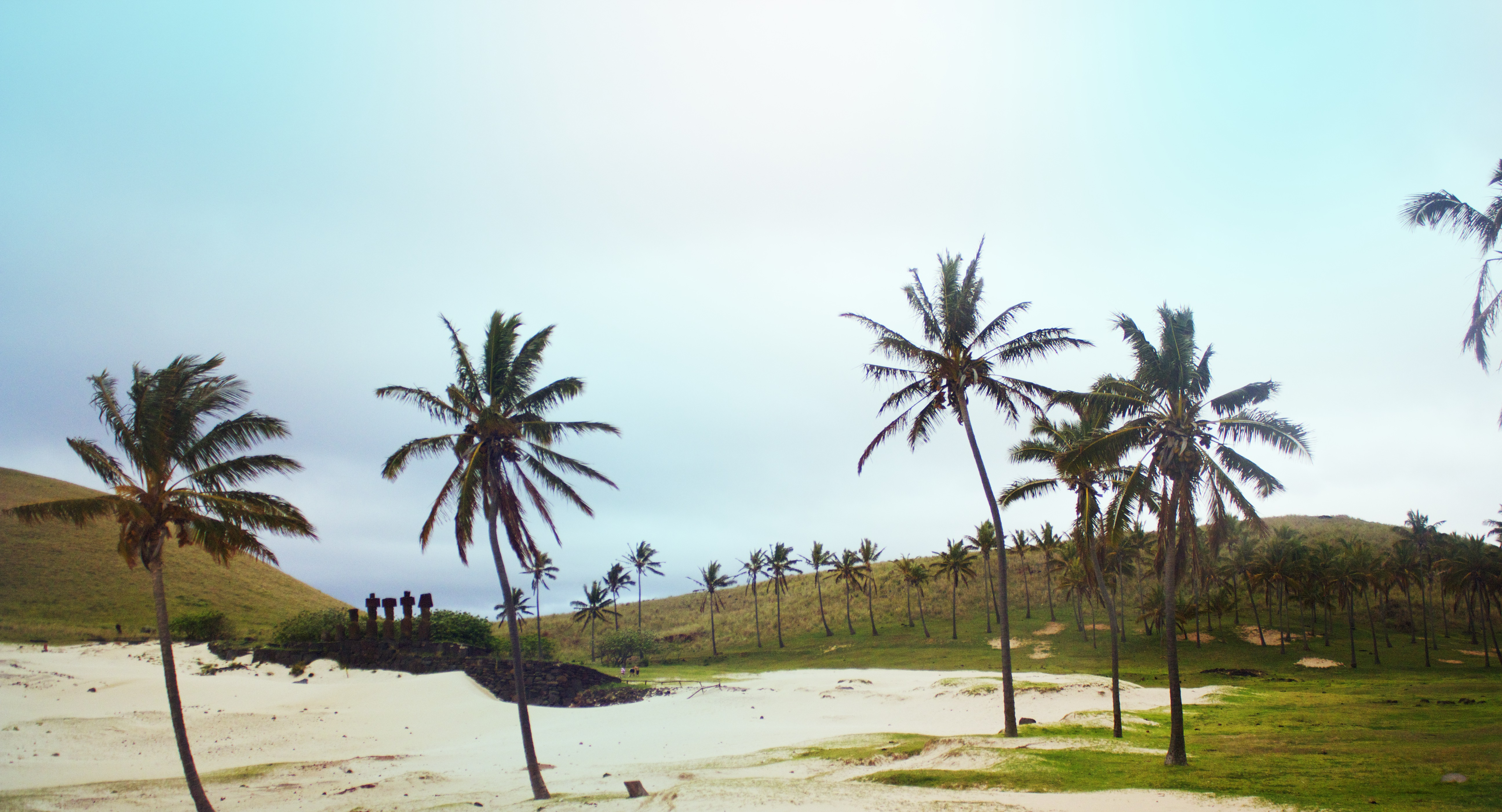
La playa de Anakena fue ampliamente utilizada en escenas de la producción dramática.

El rodaje de la telenovela tuvo lugar en Isla de Pascua y alrededores de la playa Anakena entre diciembre de 1997 y mayo de 1998. El lenguaje de esta producción mezclaba dos idiomas, en este caso el idioma rapanui (lengua pascuense) y español. De hecho, Iorana es un saludo de bienvenida en esa lengua.
La producción de Iorana tuvo como primera opción para interpretar el personaje de Vaitea Haoa a Leonor Varela, pero rechazó la propuesta y regresó a Francia a continuar con sus compromisos actorales. Lo mismo ocurrió con los actores Álvaro Rudolphy (Siu Teao), Héctor Noguera (Gregorio Peñailillo), Maricarmen Arrigorriaga (Cristina Tuki), Luz Jiménez (Carmen Abarca) y Rodolfo Pulgar (Petero Pakarati), que rechazaron sus papeles por razones variadas. Noguera y Pulgar por compromisos teatrales, Arrigorriagada por maternidad y Rudolphy por un año sabático. Mientras que la deserción de Jiménez, ocurrió por un descuido de producción, que no le informó a la actriz sobre el rol que Sabatini le consideraba, por lo que se unió a Amándote de Canal 13. En 2022 Jiménez reveló en un podcast que esta situación le causó una enorme tristeza. Además, esta telenovela marcó el debut en televisión de Néstor Cantillana y Nicolás Saavedra. 
La actriz Viviana Rodríguez reveló que el apodo de su personaje «Matakuri» (Mata: ojo, Kuri: gata en pascuense), le fue impuesto por el actor Francisco Melo, que le generó incomodidad por mucho tiempo. En 2023 el actor Álvaro Morales reveló que fue secuestrado por un desconocido, mientras permanecía a la espera del rodaje de Iorana en Rapa Nui.

## Banda sonora
Iorana, bienvenido al amor
1. Matato'a - E Nua, E Koro (Tema Central)
2. J. Carlos Pérez Soto - En todo está tu amor (Tema de Siu y Vaitea)
3. Soraya - Si te vas (Tema de Vaitea)
4. Chichi Peralta - Amor narcótico (Tema de Luciano)
5. Fenua - Vahine Maohi E (Incidental)
6. El General - Pata Pata (Tema de Pájaro Tuki)
7. Hijos de la Calle - Toda mi gente
8. Cobre - Dame tu corazón bom bom (Tema de Petero)
9. Dream Catcher - In a ocean of joy
10. Cecilia Echenique & Alberto Plaza - 5 Días (Tema de Josefa y Fernando)
11. Grupomanía - Traigo algo bueno
12. Marcos Llunas - Tú (Tema de Susana y Andrés)
13. Matato'a - Ite Ahi Ahi (Tema de Tahía)
14. Millie Corretjer - Emociones (Tema de Paula)
15. Peluche - Estoy enamorado (Tema de Rafael y Margaret)
16. Mana Rapa Nui - Voyage
17. Proyecto Uno - Latinos

Temas no incluidos
1. Juan Antonio Labra - Identidad
2. Rosana - Si tú no estás (Tema de Tiare y Alan)
3. Zaerus - Haka Rongo (Tema de Iriti)
4. Feel Irie - Lucky Dube (Tema de Petero)
5. Marquisard - Je Prendrai ton Maquis
6. Marquisard - Exquise Marquise (Tema de Ismael)
7. Cecilia Echeñique - Los caminos de la vida (Tema de Gregorio)
8. La Tropa Vallenata - Los caminos de la vida (Tema de Gregorio 2)
9. Matato'a - Haka Nini
10. James Horner - Rose

## Premios y nominaciones
| Año  | Premio      | Categoría       | Participante   | Resultado |
| ---- | ----------- | --------------- | -------------- | --------- |
| 1998 | Premio APES | Mejor teleserie | Iorana         | Ganadora  |
| 1998 | Premio APES | Mejor actor     | Alfredo Castro | Ganador   |

## Emisión internacional
- Ecuador: SíTV.